# 热力学温度

一张包含热力学温度的图表

熱力學溫度是溫度的絕對測量量，是熱力學的主要參數之一。
熱力學溫度由熱力學第二定律定義，理論最低溫度為零點。在稱為絕對零度該點上，物質的粒子構成具有最小運動。在量子力學的描述中，絕對零度下的物質處於其基態，該狀態下其能量最低。熱力學溫度因此也常被稱為絕對溫度。
國際單位制指定熱力學溫標為熱力學溫度的計量標度，並選擇水的三相點273.16K作為基點。歷史上一直在使用其他標準。使用華氏度作為單位間隔的朗肯溫標，在美國的某些工程領域仍然用作英制工程單位的一部分。 ITS-90給出了一個以非常高的精確度估計熱力學溫度的實用方法。
大體上，體靜止時的溫度是一種計量物質的粒子構成如分子，原子，亞原子粒子的平動、振動和轉動的能量的方法。所有的這些運動的動能和粒子的勢能，有時還包括某些其他類型的等效粒子能量構成物體的總內能。在物體不受外力或外力對其不做功的條件下，內能可以被不嚴格地稱作熱能。內能可以以多種方式存儲於一種物質內，每種構成一個“自由度”。每個自由度有相同的能量平均值{\displaystyle k_{B}T/2}（{\displaystyle k_{B}}為波爾茲曼常數），除非其處於量子體系。內部自由度（轉動，振動等）適用於室溫下的量子體系，平動自由度適用於經典體系，除了在極低的溫度（開爾文的分數）下。大多數情況下，熱力學溫度由粒子的平均平動動能確定。

## 发展史

### 1702–1703
纪尧姆·阿蒙顿（Guillaume Amontons，1663–1705）发表了两篇论文，是第一个推论出绝对零度（热力学温标）的科学家。 
他在改进空气温度计时发现了这一点。 他的 J 管温度计由一个水银柱组成，该水银柱由温度计传感部分内捕获的固定空气质量支撑。从热力学角度来看，他的温度计依赖于恒定压力下气体的体积/温度关系。
他对水沸点和冰熔点的测量表明，无论温度计内滞留的空气质量或空气所承载的汞的重量如何，冰点处空气体积的减少始终是相同的比率 。 这一观察结果使他推测，温度的充分降低将使空气量减少到零。 
事实上，他的计算预测绝对零度相当于-240°C，仅比真实值-273.15°C高33.15°C。
阿蒙顿关于绝对温度和绝对压力之间一对一关系的发现在一个世纪后被重新发现，并由盖-吕萨克在科学界推广。 如今，这一热力学原理通常被称为盖-吕萨克定律，但也被称为阿蒙顿定律。

### 1742
安德斯·摄尔修斯（1701-1744）创建了现代摄氏温标的“向后”版本。 在摄氏度的原始标度中，0 代表水的沸点，100 代表冰的熔点。 在他的论文《温度计上两个持续度的观察》中，他讲述了他的实验，表明冰的熔点实际上不受压力的影响。 他还非常精确地确定了水的沸点如何随大气压变化。 他提议，他的温标-水的沸点为零，将根据海平面的平均气压进行校准。

### 1744
与安德斯·摄尔修斯同时代的著名植物学家卡尔·林奈（1707-1778）在收到他的第一个温度计后，实际上颠倒了摄氏温度计的刻度，其中0度代表冰的熔点，100度代表水的沸点。 
用于他的温室的定制林奈温度计是由当时瑞典领先的科学仪器制造商 Daniel Ekström 制造的。 在接下来的 204 年里，全世界的科学界和测温界都将这一尺度称为摄氏度。 
摄氏温标的温度通常简单地报告为度，或者当需要更大的特异性时，报告为摄氏度。 该标度上温度值的符号是°C。
由于“摄氏度”一词也是法语中角度测量单位（直角的百分之一）的名称，并且在其他语言中具有类似的含义，因此当非常精确、明确的语言表达时，国际计量局(BIPM) 要求应使用术语“百分度（centesimal degree）”，而不是摄氏度。
1948年第九届国际度量衡大会（CGPM）和国际度量衡委员会（CIPM）正式通过摄氏度的符号为°C。

### 1777
约翰·海因里希·朗伯 (Johann Heinrich Lambert，1728-1777)，在他去世前四个月完成的书《高温测量》中，提出了基于压力/温度关系的热力学温标固定体积的气体。 这与纪尧姆·阿蒙顿75 年前发现的恒压下气体的体积/温度关系不同。 约翰·海因里希·朗伯指出，绝对零度是简单直线外推达到零气压的点，等于-270°C。

## 註解
In the following notes, wherever numeric equalities are shown in concise form, such as 1.85487(14)×1043, the two digits between the parentheses denotes the uncertainty at 1-σ (1 standard deviation, 68% confidence level) in the two least significant digits of the significand.

## 外部連結
- Kinetic Molecular Theory of Gases. （页面存档备份，存于） An explanation (with interactive animations) of the kinetic motion of molecules and how it affects matter. By David N. Blauch, Department of Chemistry （页面存档备份，存于）, Davidson College.
- Zero Point Energy and Zero Point Field. （页面存档备份，存于） A Web site with in-depth explanations of a variety of quantum effects. By Bernard Haisch, of Calphysics Institute （页面存档备份，存于）.